# Theretra velox
Theretra velox är en fjärilsart som beskrevs av Pieter Cornelius Tobias Snellen 1877. Theretra velox ingår i släktet Theretra och familjen svärmare. Inga underarter finns listade i Catalogue of Life.